# 印第安纳波利斯星报
《印第安纳波利斯星报》(The Indianapolis Star)是美国印第安纳波利斯地区的一份日报，现属甘尼特。

## 历史
该报于1903年6月6日由工业家乔治·麦卡洛克创立，1904年和1906年又分别收购了该地区另两份主要报纸《印第安纳波利斯日报》和《印第安纳波利斯哨兵报》。1904年丹尼尔·雷德收购了星报，他雇佣的发行人约翰·谢弗于1911年称为该报主要的所有者。谢弗1943年逝世后，星报由1944年被普里亚姆购买，1948年超越《印第安纳波利斯新闻报》成为印第安纳发行量最大的日报。1975年和1991年，星报曾获得普利策新闻调查报道奖。